# New Hartford (Iowa)
New Hartford és una població dels Estats Units a l'estat d'Iowa. Segons el cens del 2000 tenia 659 habitants.

## Demografia
Segons el cens del 2000, New Hartford tenia 659 habitants, 270 habitatges, i 196 famílies. La densitat de població era de 498,9 habitants/km².
Dels 270 habitatges en un 30,7% hi vivien nens de menys de 18 anys, en un 58,5% hi vivien parelles casades, en un 8,5% dones solteres, i en un 27,4% no eren unitats familiars. En el 22,6% dels habitatges hi vivien persones soles el 10,7% de les quals corresponia a persones de 65 anys o més que vivien soles. El nombre mitjà de persones vivint en cada habitatge era de 2,44 i el nombre mitjà de persones que vivien en cada família era de 2,87.
Per edats la població es repartia de la següent manera: un 23,5% tenia menys de 18 anys, un 9% entre 18 i 24, un 26,3% entre 25 i 44, un 27,6% de 45 a 60 i un 13,7% 65 anys o més.
L'edat mediana era de 38 anys. Per cada 100 dones de 18 o més anys hi havia 94,6 homes.
La renda mediana per habitatge era de 34.750 $ i la renda mediana per família de 38.816 $. Els homes tenien una renda mediana de 30.909 $ mentre que les dones 19.485 $. La renda per capita de la població era de 16.771 $. Entorn del 8,2% de les famílies i el 9% de la població estaven per davall del llindar de pobresa.

## Poblacions més properes
El següent diagrama mostra les poblacions més properes.